# フンダシオンバス火災事故
フンダシオンバス火災事故（フンダシオン バスかさいじこ）は、2014年5月18日、コロンビア北部のマグダレーナ県フンダシオンで発生したバス火災事故。エンジントラブルが原因の火災で乗客49人中34人が焼死、15人が負傷した。死者34人中ほぼ全員にあたる33人が子どもで、マグダレーナ県に留まらずコロンビア国内でも過去最大規模の自動車事故となった。

## 概要

### 経緯
事故当日はフンダシオンにあるキリスト教ペンテコステ派の教会で日曜学校が開かれており、バスには教会から帰る2歳から12歳の子どもたちを乗せて移動しているところであった。その途上でエンジントラブルが発生、運転手は修理のためにバスを停車させた。この際運転手は子どもたちを車内に残したまま、またエンジンもかけたままの状態で車を降り、ポータブル式のガソリン缶を使ってガソリンを注入したが、これが原因となり火災が発生した。地域住民により救出活動が行われたが、脱出できたのは半数以下の18人（運転手を含む）に留まり、残る34人は脱出できず焼死した。

### 国内外の反応
コロンビア大統領のフアン・マヌエル・サントスはtwitter上で犠牲者への哀悼の意を表し、自身もフンダシオン入りして事故に見舞われた人々を慰問した。また同年の5月から6月まで開催されていたジロ・デ・イタリア 2014の第10ステージでは、コロンビアチームが同火災の犠牲者を悼み円形章を身に着けてレースに臨んだ。
事件後、運転手はバスの運転に必要な運転免許を保有しておらず、バスを法律上必要な検査にも通していなかったことが判明したため、重過失致死罪 (homicidio culposo agravado) により逮捕され、禁固10年の有罪判決を受けたが逃亡し、2019年5月14日、首都ボゴタで逮捕された。
5月28日には犠牲者のうち28人がフンダシオンに埋葬され、1,200人あまりの地域住民が墓地を訪れ喪に服したほか、国家レベルでも3日間の服喪が法定された。さらに自動車の規制や適性検査の引き締めが行われる契機ともなった。